# Acanthospermum
Acanthospermum je biljni rod iz porodice Asteraceae. Pripada mu šest priznatih vrsta uglavnom južnoameričkog bilja. Neke vrste uvezene su u Afriku.
Opisao ga je Franz von Paula von Schrank u  Pl. Rar. Hort. Monac.: t. 53 (1820).

## Vrste
1. Acanthospermum australe (Loefl.) Kuntze
2. Acanthospermum consobrinum S.F.Blake
3. Acanthospermum glabratum (DC.) Wild
4. Acanthospermum hispidum DC.
5. Acanthospermum humile (Sw.) DC.
6. Acanthospermum microcarpum B.L.Rob.

## Sinonimi
- Centrospermum Kunth; Nov. Gen. Sp. [H. B. K.], ed. fol. 4: 270. t. 397 (1818)
- Echinodium Poit. ex Cass.; Dict. Sci. Nat. Iix. 235 (1829)
- Orcya Vell.; Fl. Flumin. 344 (1829)